# 奥莱内站
奥莱内站是位于里加-叶尔加瓦铁路线22公里处的一个火车站，附近的居民点是奥莱内。铁路线最初于1868年11月21日开通时，它是里加-叶尔加瓦铁路线上仅有的四个车站之一。